# Велике Дубровне
Велике Дубро́вне (рос. Большое Дубровное) — село у складі Цілинного округу Курганської області, Росія.
Населення — 333 особи (2010, 349 у 2002).
Національний склад станом на 2002 рік:
- татари — 75 %